# خوزه مانوئل پوگا
خوزه مانوئل پوگا (اسپانیایی: José Manuel Poga‎؛ زادهٔ ۱ ژانویهٔ ۱۹۸۰) بازیگر اهل اسپانیا است.
از فیلم‌ها یا برنامه‌های تلویزیونی که وی در آن نقش داشته‌است می‌توان به نامه، دردسر قریب‌الوقوع، شهد پرتقال، واحد ۷، ال نینو، درختان نخل در برف، تورو و خانه کاغذی اشاره کرد.